# Anorexia Nervosa (hudební skupina)
Anorexia Nervosa (česky mentální anorexie) byla francouzská sympho-black metalová hudební skupina. Založena byla v roce 1995 a aktivně vystupovala po dalších deset let. Jejími zakládajícími členy byli Mark Zabé, Stéphane Gerbaut a Rose Hreidmarr.

## Diskografie
- Nihil Negativum
- Exile
- Sodomizing the Archedangel
- Drudenhaus
- New Obscurantis Order
- Redemtion Process
- Suicide Is Sexy
- The September E.P.